# 圣诞岛
聖誕島（英語：Christmas Island），正式名称为圣诞岛领地（Territory of Christmas Island），是澳大利亞位於印度洋東北部的外島領地，為火山島，面積135平方公里。北距印尼首都雅加達約500公里，東南距西澳大利亚州首府伯斯約2600公里，西距另一澳屬印度洋領地科科斯（基林）群島975公里。聖誕島有人口約1,692人，大部分居住在岛北部的飛魚灣、銀城、半山和德魯姆塞特。聖誕島上最大族裔是華人，官方語言為英語，通用馬來語和粤語。

## 历史

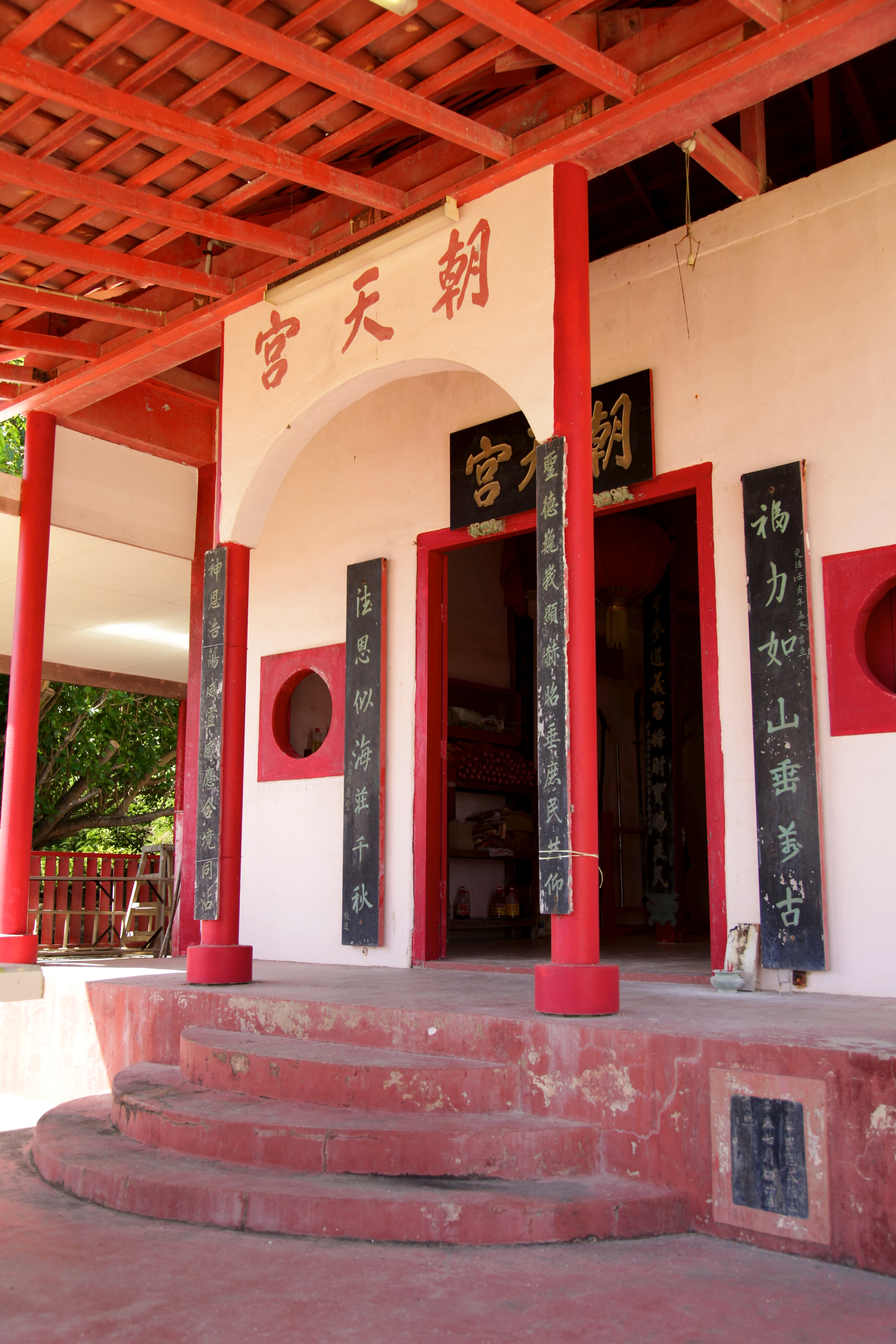
島上的朝天宮

### 早年
1643年12月25日英国人威廉·邁納斯（William Mynors）船長在聖誕節發现该岛，并命名为圣诞岛。1688 年 3 月，英國航海家威廉·丹皮爾 (William Dampier ) 乘坐私掠船對該島進行了有記錄的最早造訪。他發現島上無人居住。他的兩名船員成為第一批踏上聖誕島的歐洲人。聖誕島於1888年正式并入英国，屬於由新加坡為管理中心的海峽殖民地。

### 日占时期
1942年—1945年曾經被日軍占领，於1946年起成为海峽殖民地的属地。

### 被新加坡移交澳洲
應澳洲的請求，英國將聖誕島的主權在新加坡自治前移交給澳洲，作為補償，澳大利亞政府向新加坡殖民地支付了290万英镑作為補償，以彌補其從磷礦收入中損失的收益。英國的《1958年圣诞岛法令》於1958年5月14日獲得伊莉莎白二世女王的御准，使英國得以透過樞密令，將聖誕島的管理權從新加坡轉移給澳洲。澳洲的《1958年聖誕島法案》於1958年9月通過，並於同年10月1日正式將該島納入澳洲聯邦的管轄範圍，成为澳大利亚的外领地，行政上屬印度洋領地，澳大利亚國會選區屬北領地。這次移交過程中並未涉及當地居民，他們可以選擇保留新加坡公民身份，或申請成為澳洲公民。新加坡與聖誕島之間的聯繫偶爾會在新加坡政治及新加坡-澳洲關係中重新浮現。
根據1958年9月9日第1573號聯邦內閣決議，D.E.尼克爾斯被任命為新領地的首位官方代表。領地事務部長保羅·哈斯勒克於1960年8月5日的新聞聲明中表示：「他對馬來語及亞洲人民風俗的廣泛了解......在澳洲行政機構的創立過程中發揮了無價的作用......在島上兩年期間，他面對無可避免的困難......並不斷致力於提升島嶼的利益。」
約翰·威廉·斯托克斯接替尼克爾斯，自1960年10月1日至1966年6月12日擔任該職務。離任時，他受到了島上各界的高度讚譽。1968年，該職位正式改稱為「行政官」。1992年，聖誕島選民選出第一位郡委员会主席，是當地的第一位民選政府首腦。自1997年起，聖誕島與科科斯（基林）群島合稱為「澳洲印度洋領地」，並由一位常駐聖誕島的行政官共同管理。
銀城於1970年代建成，所建房屋外覆鋁板，被設計為可抗熱帶氣旋。2004年印度洋地震與海嘯發生於印尼蘇門答臘西岸外海，雖然無人傷亡，但有些泳客一度被海浪捲出海面約150公尺（490英尺），後來被海水帶回岸邊。

### 作為2019冠状病毒病疫情隔離地
2020年1月29日，澳洲總理莫里森稱，澳洲政府已決定制定一項行動，協助困在中國武漢市和湖北省的澳洲公民離開，並將他們送到澳洲海外領地聖誕島接受隔離。
2020年2月4日，澳洲從武漢撤走的僑民送到隔離營，這批僑民星期一離開武漢後，再從西澳州轉機，深夜抵達偏遠的聖誕島。當局派士兵和醫療人員到場協助，僑民坐巴士到營地隔離生活兩個星期，據報未有人出現COVID-19症狀。官員表示共有243名澳洲公民及永久居民離開武漢，其中89人是16歲以下，澳洲當局正同中國大陸方面商討安排第二架飛機撤僑。

## 地理
聖誕島位於10°30′S 105°40′E / 10.500°S 105.667°E處，呈四邊形，最長處19（12英里），最寬處14.5（9.0英里），總面積135平方（52平方英里），海岸線長138.9（86.3英里）。整座島嶼地勢陡峭，其實是一座高達4,500（14,800英尺）的海下山的最高點，島嶼的最高點高於海平面300米（984英尺）。這座山本是火山，島上的一些地方還可以看到暴露出來的玄武岩。最高點是自始新世或漸新世堆積其的石灰岩。
澳大利亚联邦科学与工业研究组织（CSIRO）的专用海洋研究船RV Investigator号前往圣诞岛进行探索航行的第12天，他们利用多波束声纳在船下3100米处发现了一座古老的海底火山。
聖誕島位於珀斯西北2,600（1,600英里）、印度尼西亞以南500（310英里）、達爾文以西2,748（1,708英里）。

### 氣候
聖誕島靠近赤道南部，属热带海洋性气候，平均气温21℃－32℃，湿度高达80－90%。气候温和，但湿季（11月－次年4月）有時會發生熱帶氣旋暴风雨，使岛周围出现较大风浪，但絕大多數時候都很平靜。年均降雨量为2,000毫米。
| 圣诞岛机场                             | 圣诞岛机场    | 圣诞岛机场    | 圣诞岛机场    | 圣诞岛机场   | 圣诞岛机场   | 圣诞岛机场   | 圣诞岛机场  | 圣诞岛机场  | 圣诞岛机场  | 圣诞岛机场  | 圣诞岛机场   | 圣诞岛机场   | 圣诞岛机场      |
| 月份                                   | 1月           | 2月           | 3月           | 4月          | 5月          | 6月          | 7月         | 8月         | 9月         | 10月        | 11月         | 12月         | 全年            |
| -------------------------------------- | ------------- | ------------- | ------------- | ------------ | ------------ | ------------ | ----------- | ----------- | ----------- | ----------- | ------------ | ------------ | --------------- |
| 历史最高温 °C（°F）                    | 30.6 (87.1)   | 31.5 (88.7)   | 31.5 (88.7)   | 31.4 (88.5)  | 30.0 (86.0)  | 29.4 (84.9)  | 28.8 (83.8) | 29.5 (85.1) | 30.9 (87.6) | 31.4 (88.5) | 31.8 (89.2)  | 31.2 (88.2)  | 31.8 (89.2)     |
| 平均高温 °C（°F）                      | 28.9 (84.0)   | 28.9 (84.0)   | 29.2 (84.6)   | 29.2 (84.6)  | 28.8 (83.8)  | 28.0 (82.4)  | 27.2 (81.0) | 27.0 (80.6) | 27.2 (81.0) | 27.8 (82.0) | 28.2 (82.8)  | 28.7 (83.7)  | 28.3 (82.9)     |
| 平均低温 °C（°F）                      | 23.6 (74.5)   | 23.6 (74.5)   | 24.0 (75.2)   | 24.5 (76.1)  | 24.8 (76.6)  | 24.2 (75.6)  | 23.5 (74.3) | 23.2 (73.8) | 23.2 (73.8) | 23.6 (74.5) | 23.8 (74.8)  | 23.5 (74.3)  | 23.8 (74.8)     |
| 历史最低温 °C（°F）                    | 18.8 (65.8)   | 18.4 (65.1)   | 18.6 (65.5)   | 18.3 (64.9)  | 19.3 (66.7)  | 18.5 (65.3)  | 17.9 (64.2) | 18.7 (65.7) | 18.7 (65.7) | 18.2 (64.8) | 18.0 (64.4)  | 18.0 (64.4)  | 17.9 (64.2)     |
| 平均降雨量 mm（）                      | 293.6 (11.56) | 348.4 (13.72) | 290.9 (11.45) | 221.8 (8.73) | 176.7 (6.96) | 155.8 (6.13) | 96.9 (3.81) | 43.1 (1.70) | 47.0 (1.85) | 68.7 (2.70) | 147.7 (5.81) | 210.7 (8.30) | 2,110.5 (83.09) |
| 来源：Australian Bureau of Meteorology |               |               |               |              |              |              |             |             |             |             |              |              |                 |

## 行政

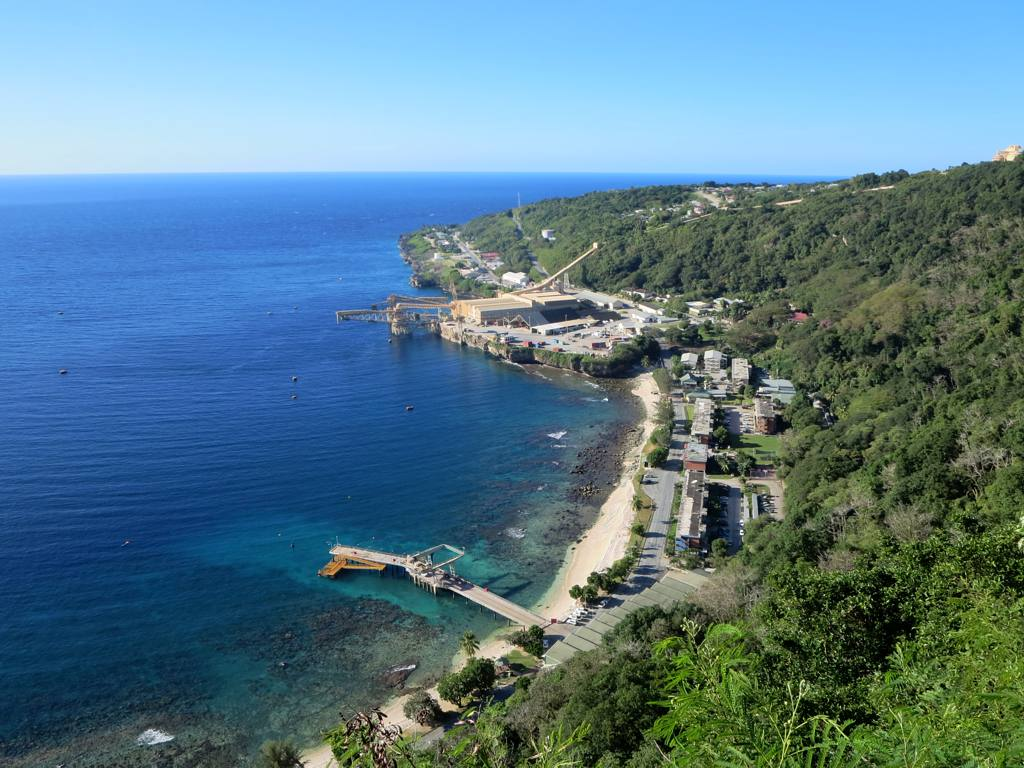
行政中心飛魚灣

聖誕島是非自治領地，是聯邦政府直接領有並管轄的領土（澳屬印度洋領地）。聯邦政府的鄉村地區發展和地方政府部負責管理（2010年之前由律政部、2007年之前由交通及鄉村服務部負責）。其法律屬於聯邦法轄區，行政上是澳大利亞總督所轄，由總督任命行政官代表澳大利亞和君主治理該領地。
由於聖誕島離首都坎培拉路途遙遠，因此實際上自1992年起聯邦政府即立法規定聖誕島適用西澳大利亞法律（但在不合适的情況下聯邦政府會決定某些西澳法律不適用或僅部分適用）。同時聯邦政府將聖誕島的司法權托付給西澳法院。此外，聯邦政府還通過服務合同托付西澳政府為聖誕島提供在其他地方會由州政府提供的服務（例如教育、衛生等），費用由聯邦政府負擔。
聖誕島領地划為一個地方政府，聖誕島郡，有一個九席的郡議會。郡政府提供地方政府一般提供的服務，例如道路維修、垃圾收集等。郡議員由聖誕島居民直選產生，任期四年，每兩年選舉一次，每次選舉九個議席中的四到五個。
聖誕島的居民被視為澳大利亞公民，需參加聯邦選舉。聖誕島選民選舉澳大利亚國會眾議員時屬北領地林吉阿里，選舉參議員也屬北領地。

## 经济

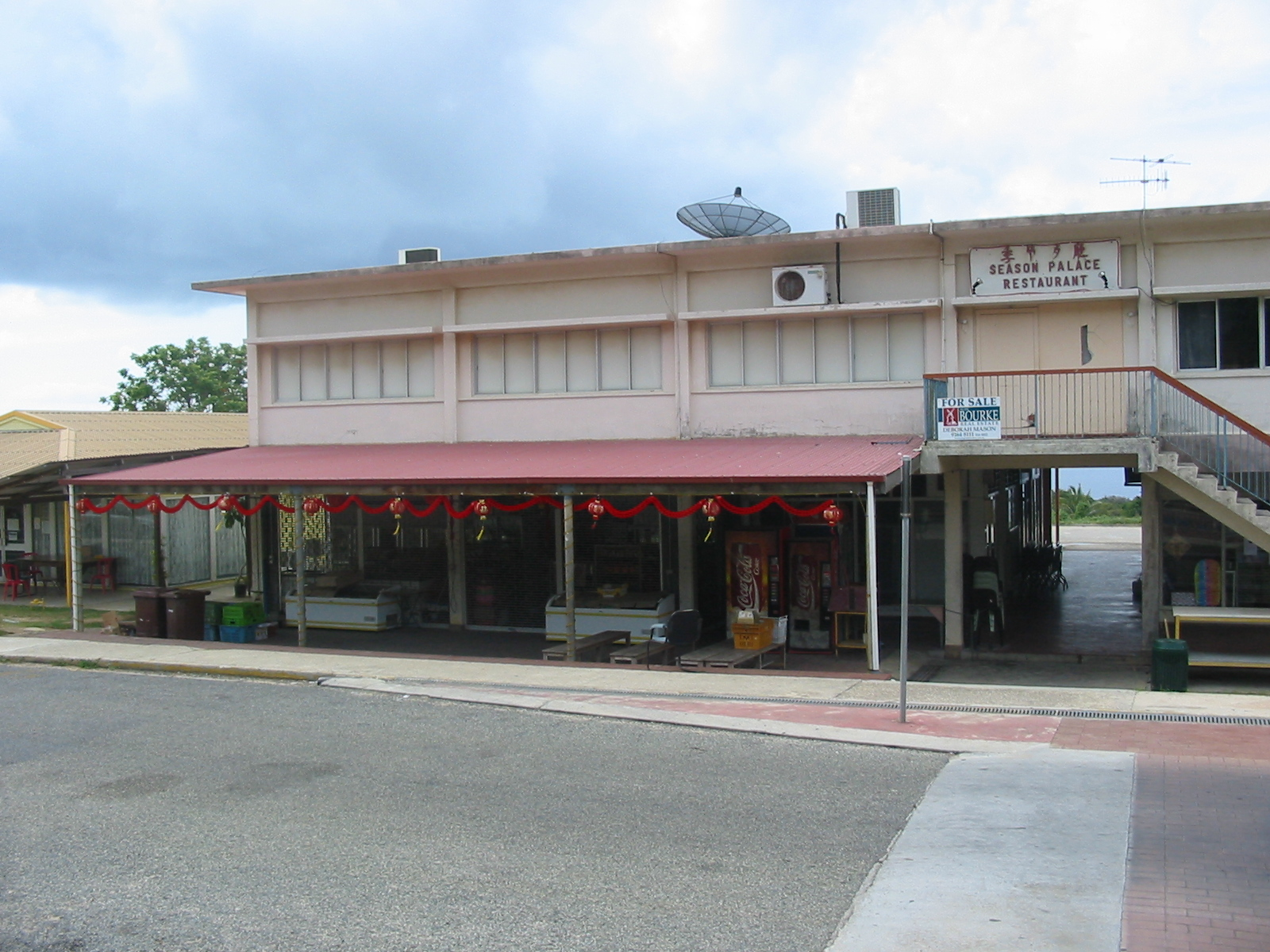
島上購物中心

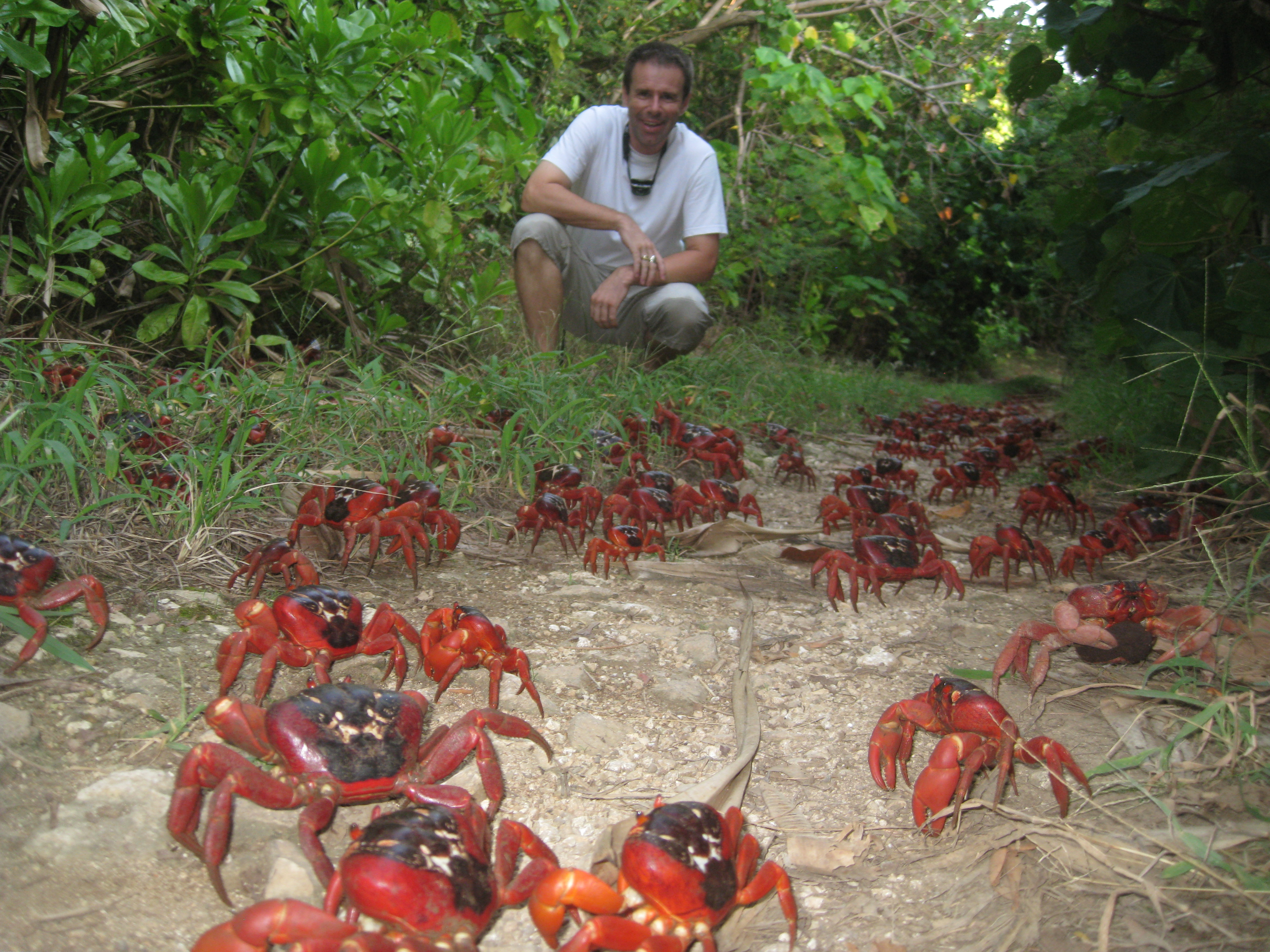
聖誕島紅蟹遷徙

磷酸盐矿开采是圣诞岛的经济支柱。另外，旅游业也正成为日益重要的行業，该岛约70%的面积都是国家公园，拥有独特的动植物资源，能看到全球僅此可見的聖誕島紅蟹大遷徙。良好的潜水、捕鱼设施也吸引众多游人前来观光。2000年岛上约有旅馆90家。

## 人口和宗教
根據2021年澳大利亞人口普查，島上居民約有1,692人，而其中有一部份屬於移民中心居留人口，變動性很大。
人口其中22.2%是華人、17.0%是歐洲裔澳大利亞人、16.1%是馬來人，12.5%是英裔。
2021年澳大利亞政府報告顯示居民中22.1%是穆斯林、15.2%是佛教徒、7.3%是基督徒，19.7%無信仰。
圣诞岛上的华人種族特征保留至今，岛上有“华人公馆”、“半山公馆”等华人社团及中式寺庙和宗祠等，居民都能说粤语。
| 宗教信徒             | 2011  | 2016  | 2021  |
| -------------------- | ----- | ----- | ----- |
| 穆斯林               | 14.8% | 19.4% | 22.1% |
| 佛教徒               | 16.8% | 18.1% | 15.2% |
| 基督徒               | 10.8% | 8.9%  | 7.3%  |
| 不信仰宗教者         | 9.2%  | 15.2% | 19.7% |
| 沒有申報或其他信仰者 | 48.4% | 38.4% | 35.7% |

## 紋章
圣诞岛紋章是圣诞岛的非官方符号。其最初于1986年4月14日由当地使用，设计与之前的圣诞岛磷矿公司私人信笺有关。

## 交通

### 航空

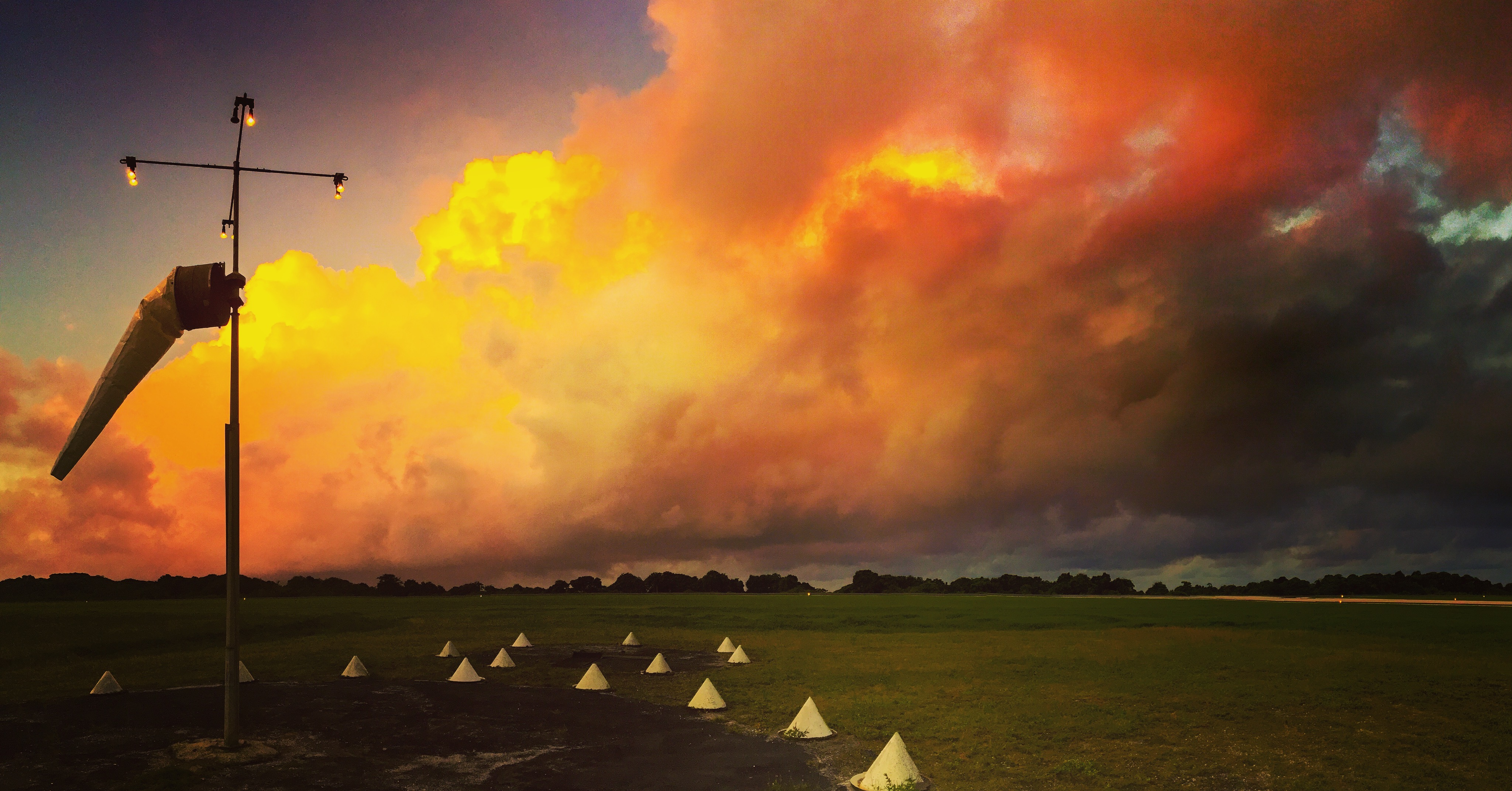
圣诞岛機場

- 聖誕島機場（IATA：XCH – ICAO：YPXM）

### 港口
- Flying Fish Cove
- Norris Point

### 道路
- 計程車